# (391257) Wilwheaton
(391257) Wilwheaton est un astéroïde de la ceinture principale.

## Désignation et nom
Lors de sa découverte, cet astéroïde reçut la désignation provisoire 2006 RL. [Quand ?], il reçut sa numérotation définitive, (391257). [Quand ?], l'astéroïde reçut enfin le nom Wilwheaton, d'après l'acteur Wil Wheaton, qui a joué le personnage de Wesley Crusher dans la série Star Trek : La Nouvelle Génération.

## Description
(391257) Wilwheaton est un astéroïde de la ceinture principale d'astéroïdes. Il fut découvert le 12 septembre 2006 à Uccle par Thierry Pauwels. Il présente une orbite caractérisée par un demi-grand axe de 2,64 UA, une excentricité de 0,30 et une inclinaison de 10,9° par rapport à l'écliptique.